# Mefodie Apostolov
Mefodie Apostolov (în rusă Мефодий Максимович Апостолов, transliterat: Mefodi Maksimovici Apostolov; n. 24 mai 1915, Sucleia, gubernia Herson, Imperiul Rus – d. 22 noiembrie 2004, Chișinău, Republica Moldova) a fost un actor de teatru și film sovietic și moldovean.
Ca actor de film, a jucat în aproximativ 20 de pelicule, fiind unul dintre primii actori de teatru moldoveni care a jucat în filme chiar înainte ca Moldova-Film să filmeze primele lungmetraje. Și-a făcut debutul în comedia muzicală „Leana”, filmată în 1955 la Mosfilm, în acest film a fost prima dată când actorii moldoveni s-au încercat pe ecran.

## Biografie
S-a născut la 24 mai 1915 în satul Sucleia din ținutul Tiraspol, pe atunci fiind sub control țarist (în prezent în Transnistria, R. Moldova), într-o familie țărănească. 
Inițial a jucat într-un cerc de amatori, a fost remarcat și înrolat în trupa teatrului care s-a deschis în 1933 la Tiraspol.
În 1937 a absolvit Școala de Teatru din Odesa și a devenit actor în Teatrul de Muzică și Dramă „A. S. Pușkin”, creat la Tiraspol. 
A luptat în Al Doilea Război Mondial în grad de sublocotenent.
Ajuns de pe front, s-a întors la teatrul său, care se mutase deja la Chișinău și a jucat în el până la sfârșitul vieții.
A fost membru al PCUS din anul 1948. În perioada 1955-1959, a fost deputat în Sovietul Suprem al RSS Moldovenești.
În 1958 a fost ales președinte al Prezidiului Asociației Teatrale din Moldova.
A decedat la Chișinău pe 22 noiembrie 2004.

## Distincții
- Artist al Poporului din RSS Moldovenească (1952)
- Ordinul Lenin (1960)
- Ordinul Steagul Roșu al Muncii (?)
- Ordinul Republicii (1994)[3]